# Mooltan (Schiff, 1905)
Die Mooltan (II) war ein 1905 in Dienst gestellter Ozeandampfer der britischen Reederei Peninsular and Oriental Steam Navigation Company (P&O), der im Passagier- und Postverkehr von Großbritannien nach Indien und Australien eingesetzt wurde. Am 26. Juli 1917 wurde die Mooltan in einem Geleitzug fahrend vor der Küste Tunesiens von einem deutschen U-Boot versenkt. Bis auf zwei Personen konnten alle 554 Besatzungsmitglieder und Passagiere gerettet werden.

## Das Schiff

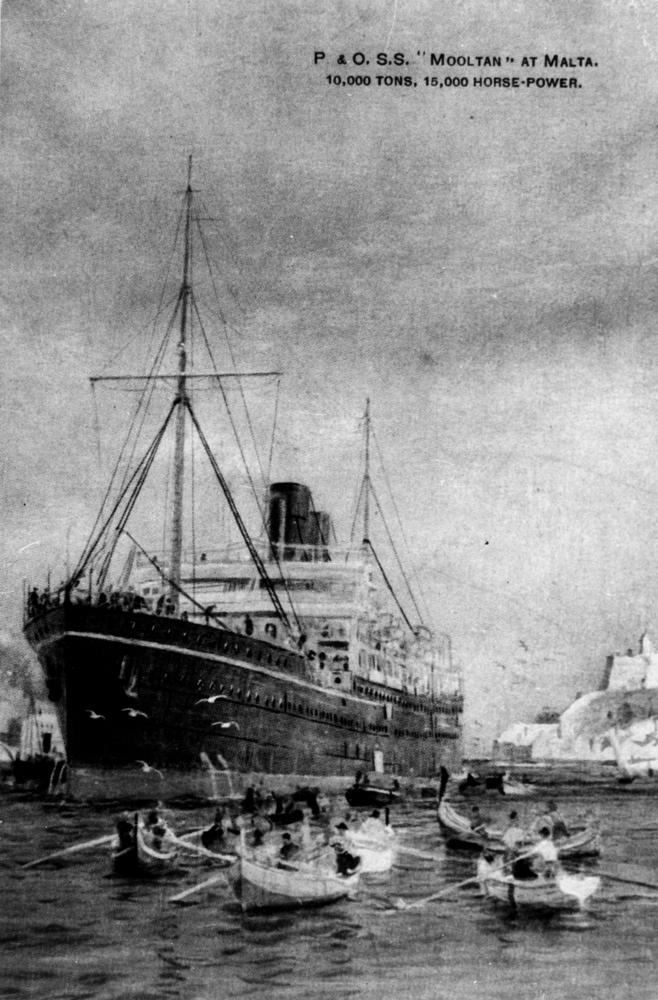
Bild von William Lionel Wyllie (undatiert)

Das 9.621 BRT große, aus Stahl gebaute Dampfschiff Mooltan gehört zur Reihe von P&Os Passagier- und Postschiffen der M-Klasse. Zwischen 1903 und 1911 wurden insgesamt zehn mehr oder weniger identische Schiffe dieser Klasse in Dienst gestellt. Die Schwesterschiffe der Mooltan waren die Moldavia (1903), die Mongolia (1903), die Marmora (1903), die Macedonia (1904), die Morea (1908), die Malwa (1909), die Mantua (1909), die Maloja (1911) und die Medina (1911). Von diesen zehn Schiffen wurden sechs im Ersten Weltkrieg durch deutsche Torpedos oder Seeminen versenkt, wodurch insgesamt 250 Menschen ums Leben kamen. Als letztes wurde die Mantua 1935 in Shanghai abgewrackt.
Die Mooltan wurde bei der Werft Caird & Company im schottischen Greenock gebaut und lief dort am 3. August 1905 vom Stapel. Das 158,5 Meter lange und 17,68 Meter breite Schiff hatte zwei Schornsteine, zwei Masten und zwei Propeller. Es wurde von einer Vierfachexpansions-Dampfmaschine angetrieben, die 1164 nominale PS (NHP) leistete und eine Höchstgeschwindigkeit von 18 Knoten ermöglichte. Die Mooltan konnte 348 Passagiere der Ersten Klasse und 166 Passagiere der Zweiten Klasse befördern. Das Schiff wurde am 4. Oktober 1905 fertiggestellt und lief anschließend zu seiner Jungfernfahrt nach Bombay aus. 1906 wurde die Mooltan auf die Route London–Colombo–Melbourne–Sydney verlegt. 1911 nahm sie an der Coronation Fleet Review anlässlich der Krönung des britischen Königs Georg V. in Spithead teil.
Am 26. Juli 1917 wurde die Mooltan mit 554 Passagieren und Besatzungsmitgliedern an Bord auf dem Weg von Malta nach Marseille etwa 53 Seemeilen nordnordwestlich von Kap Serrat von dem deutschen U-Boot UC 27 (Oberleutnant zur See Gerhard Schulz) torpediert. Das zu diesem Zeitpunkt von dem britischen Kapitän Dayas kommandierte Schiff fuhr mit zwei japanischen Zerstörern in einem Konvoi. Die Mooltan sank (Position 37.56N/8.34E), aber bis auf zwei Besatzungsmitglieder konnten alle an Bord befindlichen Personen von den begleitenden Zerstörern gerettet werden. Die Mooltan war das größte von UC 27 versenkte Schiff.